# Флаг Толмачёвского городского поселения
Флаг муниципального образования Толмачёвское городское поселение Лужского муниципального района Ленинградской области Российской Федерации — опознавательно-правовой знак, служащий официальным символом муниципального образования.
Флаг утверждён 28 марта 2008 года и внесён в Государственный геральдический регистр Российской Федерации с присвоением регистрационного номера 3950.

## Описание

### Утверждённый флаг
Описание флага, утверждённого 28 марта 2008 года решением совета депутатов муниципального образования Толмачёвское городское поселение № 80, гласит:
«Флаг муниципального образования Толмачёвское городское поселение Лужского муниципального района Ленинградской области представляет собой прямоугольное полотнище с отношением ширины флага к длине — 2:3, воспроизводящее композицию герба муниципального образования Толмачёвское городское поселение Лужского муниципального района Ленинградской области в зелёном, белом и красном цветах».
Данным решением было утверждено сразу два (!) различных герба Толмачёвского городского поселения.
Геральдическое описание первого герба гласит: «В рассечённом червленью (красным) и серебром поле в червлении — два серебряных переплетённых отвлечённых противопоставленных боковых стропила; в серебре — сидящий на линии рассечения зелёный дятел, глава в цвет поля покрыта сплошь ветвями дуба, переменяющими цвет с серебряных в червлении на зелень в лазури с такими же листьями и желудями».
Геральдическое описание второго герба гласит: «В зелёном поле над лазуревой (синей, голубой) выщербленной оконечностью, покрытой опрокинутой лазоревой окаймлённой серебром чешуей, золотая гора с перемежающимися золотыми и червлёными (красными) склонами, сопровождаемая главой в цвет поля, покрытой сплошь золотыми ветвями дуба с такими же листьями и желудями».

### Действующий флаг
По информации К. С. Башкирова (соавтор флага), переданной сайту «Вексиллография», вышеуказанным решением были утверждены следующие флаг и герб:
«Прямоугольное полотнище с соотношением ширины к длине 2:3, воспроизводящее гербовую композицию в красном, синем, белом и жёлтом цветах».
Геральдическое описание герба гласит: «В червлёном (красном) поле — два вписанных пониженных тесака накрест рукоятками вниз с серебряными же развевающимися вверх темляками и под ними серебряные вписанные ножны, положенные сообразно тесакам накрест, соединённые наподобие решётки, пространство между ними заполнено лазурью (синим, голубым), сопровождаемые во главе тремя золотыми дубовыми листьями, положенными веерообразно с исходящими от их основания и положенными сообразно листьям тремя ветками, завершёнными такими же золотыми желудями в чашечках».

## Обоснование символики

### Утверждённый флаг
Посёлок Толмачёво расположен в изумительном по красоте месте Ленинградской области — здесь синеву реки Луга обрамляют высокие песчаные крутые берега, поросшие сосновыми и дубовыми рощами. Удивительно чистый целебный воздух, великолепные ландшафты привлекают сюда на отдых горожан из Санкт-Петербурга.
В месте слияния рек Луги и Оредежа, в 2 км на северо-восток от города Луга, решением Леноблисполкома от 29 марта 1976 года № 145, с целью сохранения ландшафта среднего течения реки Луга с ледниковыми и водно-ледниковыми формами рельефа, сосновыми борами, фрагментами широколиственных лесов и редкими южноборовыми видами растений, организован Шалово-Перечинский региональный ландшафтный заказник; который был переутверждён Постановлением Правительства Ленинградской области от 26 декабря 1996 года № 494. По берегам рек Луга и Оредеж, вдоль озёр, произрастают дубовые рощи. К охраняемым видам птиц здесь относится, в том числе, зелёный дятел. Посёлок Толмачёво входит в Толмачёвскую рекреационную зону (одну их 4-х, созданных в Лужском районе).
Станция Преображенская построена на земле имения Гжельцы. В 1783 году владелицей его, с деревнями Жельцы, Банкова, Гверездна и Ящера, была Христина Андреевна Гулидова. Но небольшая усадьба в деревне Жельцы появилась лишь в начале XIX века, когда владельцем усадьбы стал Иван Иванович Неплюев, полковник Киевского гусарского полка, на гербе которого был изображён дуб.
Поэтому дубовые ветви, помимо олицетворения красоты местной природы, являются одновременно и символом бывшего имения Гжельцы. Ветви дуба с такими же листьями и желудями, кроме того — символ крепости и могущества, мужества и доблести.
Деревня Красные Горы находится в 150 км от Санкт-Петербурга и в 40 км от Луги. Название своё она получила от гористых окрестностей, в которых есть слои красного суглинка. Деревня находится на возвышенном полуострове Красногорского озера. На берегу озера выходят на поверхность краснослюдистые девонские песчаники. У самого посёлка высота песчаных берегов достигает 8 м.
Два серебряных переплетённых отвлечённых противопоставленных боковых стропила символизируют основные градообразующие предприятия: завод ЖБК и МК и завод ЖБИ. Стропила — символ наличия в посёлке строительной индустрии, одновременно символ стабильности, опоры, развития (стропило — опора дома).
Синий цвет (лазурь) — символ красоты, любви, мира и возвышенных устремлений.
Красный цвет — преобладающий цвет на знамёнах разного времени Преображенского полка. В 1858 году, в связи со строительством железной дороги Санкт-Петербург—Варшава, перед мостом через Лугу, была построена станция Преображенская, названная в честь расквартированного здесь Преображенского полка. С этого времени примыкавшие к ней территории стали интенсивно застраиваться и использоваться в рекреационных целях населением Санкт-Петербурга. Вокруг станции формируется дачный посёлок, построена лесопилка М. Я. Томасова (купившего 135 десятин земли у станции в 1881 году и устроивший отдельную платформу с подъездными путями), устроена пристань и судоремонтные мастерские, завод керамических изделий Товарищества Преображенско-Долговских заводов (ныне — это градообразующие предприятие — АООТ «Толмачёвский завод ЖБ и МК»).
Красный цвет — символ труда, жизнеутверждающей силы, мужества, самоотверженности, праздника, красоты, солнца и тепла. Красный цвет — это и напоминание о героических страницах истории в годы Великой Отечественной войны, пролитой крови советских воинов-героев, напоминание о партизанском движении в годы войны на территории Лужского края.
Зелёный цвет — символ радости, жизни, возрождение природы и плодородия. Символ природных богатств- бескрайних просторов болот и лесов.
Белый цвет (серебро) — чистота помыслов, правдивость, невинность, благородство, откровенность, непорочность, надежда.
Жёлтый цвет (золото) — символ божественного сияния, благодати, прочности, величия, солнечного света и урожая. Символизирует также могущество, силу, постоянство, знатность, справедливость, верность.